# Blot en Nat
Blot en Nat er en amerikansk stumfilm fra 1918 af Paul Powell.

## Medvirkende
- Carmel Myers som Elizabeth Lane
- Rudolph Valentino som Richard Thayer
- Charles Dorian som William Harcourt
- Mary Warren som Maude Harcourt
- William Dyer som Bradford